# قربانی‌کردن انسان در فرهنگ مایا

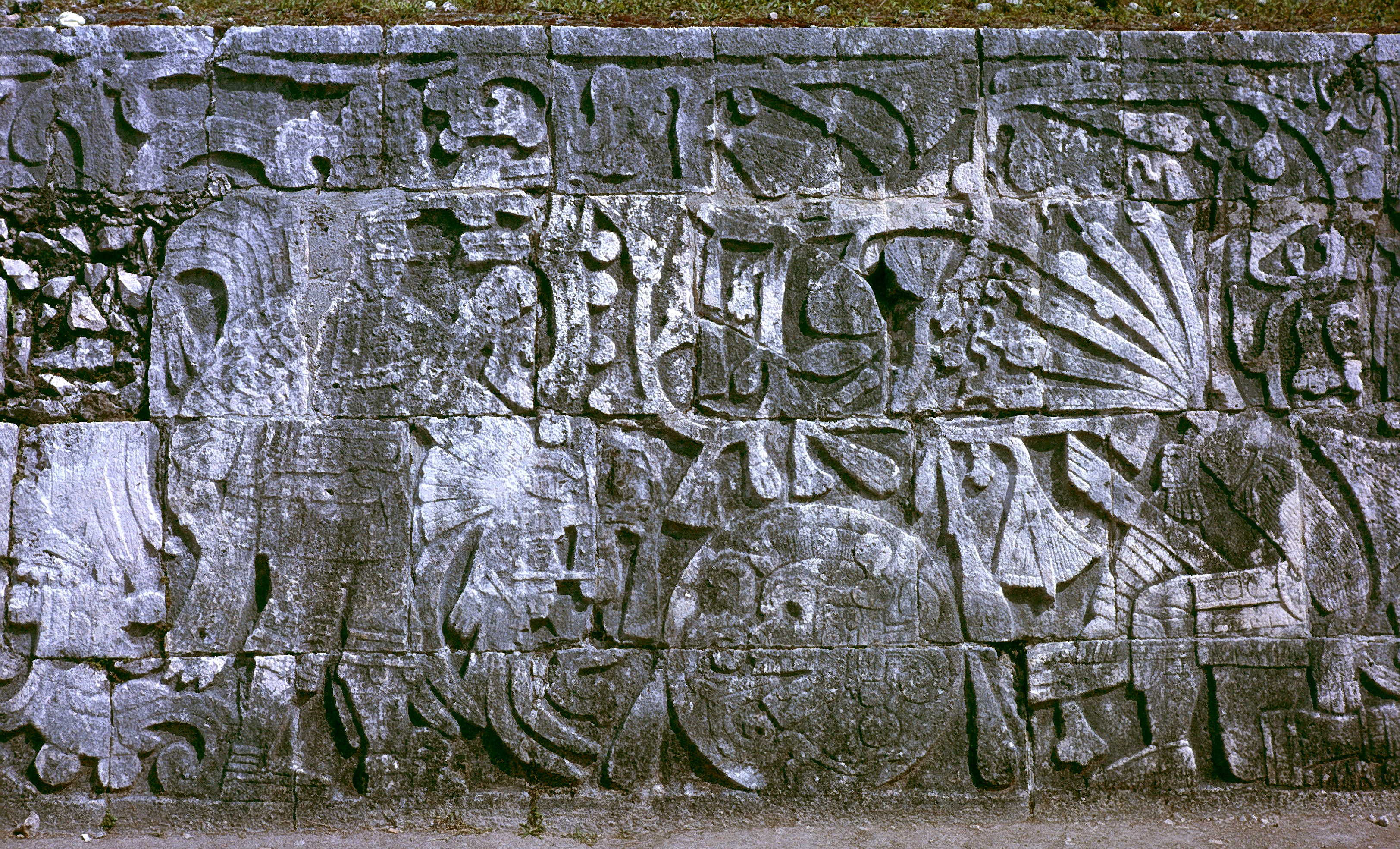
تندیس‌های سنگی در بال‌کورت چیچن ایتزا نشانگر فداکاری برای قربانی‌شدن در پیشگاه خدایان.شخصیت موجود در تصویر سمت چپ، سر جدا شده‌ای را در دست نگه‌داشته که خون، به شکل مارهایی از گردن او جستن می‌نماید

قربانی‌کردن انسان در فرهنگ مایا (انگلیسی: Human sacrifice in Maya culture) در دوران پیشاکلمبی — آئین قربانی کردن انسان در فرهنگ مایا — آیینی بود به منظور تغذیه خدایان و الهه‌ها. خون (انسان، حیوان یا پرنده)، به معنای منبعی قدرتمند در راستای تغذیه خدایان مایا شمرده می‌شد و قربانی کردن یک موجود زنده، یک پیشکش پُر بها و ارزشمند بود و در عین حال، مهم‌ترین آیین‌های مایا با فداکاری انسان به اوج اعتلای خود می‌رسید. عموماً، فقط اسیران جنگیِ برجسته و دارای مناصب بالا قربانی می‌شدند و اسیرانی که در مرتبهٔ اجتماعی و نظامی پایین‌تری قرار داشتند، به عنوان نیروی کار مورد استفاده قرار می‌گرفتند.
قربانی‌کردن انسان در میان مایاها حداقل از دورهٔ کلاسیک گاه‌نگاری آمریکای مرکزی (حدود ۲۵۰ تا ۹۰۰ پس از میلاد) تا آخرین مراحل تسخیرشدن توسط اسپانیا در قرن ۱۷ قابل مشاهده است. این آیین به ویژه در هنر کلاسیک مایا و در خط مایایی دوره کلاسیک نیز ضمن به تصویر کشیده‌شدن، به صراحت ذکر شده است. به کمک تجزیه و تحلیل بقایای اسکلت‌های دوران کلاسیک و پساکلاسیک (حدود ۹۰۰ تا ۱۵۲۴ پس از میلاد) از نظر باستان‌شناسی چنین مراسمی محرز شده است. افزون بر اینها، قربانی‌کردن انسان در تعدادی از متون اواخر دوران مایا و اوایل استعمار اسپانیا، از جمله در دفترنامه مادرید، مردمان کیچه، زبان کیچه، پوپول ووه، رابینال آچی، زبان مایایی یوکاتانی، نغمه‌های زیبالچه، نوشته‌های دیگو دلاندا شرح داده شده است.
حیوانات نیز اغلب قربانی می‌گردیدند. از حیواناتی همچون بوقلمون، بلدرچین، گوزن و سگ‌ها معمولاً برای قربانی استفاده می‌گردید. بلدرچین برای اقوام زاپوتک مظهر تمیزی و خلوص تلقی می‌گردید زیرا این پرندگان عطش خود را از قطرات شبنم تسکین می‌دادند نه از آب‌های آلوده. گونه‌های برجسته‌ای همانند بلدرچین مانتیزوما و بلدرچین تپه‌ای شمالی از گونه‌های ویژه برای قربانی کردن بوده‌اند. همچنین مدارکی دال بر قربانی کردن جگوار نیز در کوپان و تئوتیئواکان در دست است و بررسی بقایای بازمانده از آنها نشان از آن دارد که قربانی‌نمودن آنها، معمولاً برای مراسم تشییع جنازهٔ رهبران بزرگ یا مناسبت‌های برجسته صورت می‌گرفته است. دیدگاه مایاها به چنین قربانی‌هایی، برگرفته از اعتقاد به نوعی انتقال قدرت موجود قربانی برای شمن پادشاهان بود.